# Igreja de Santa Maria do Mar

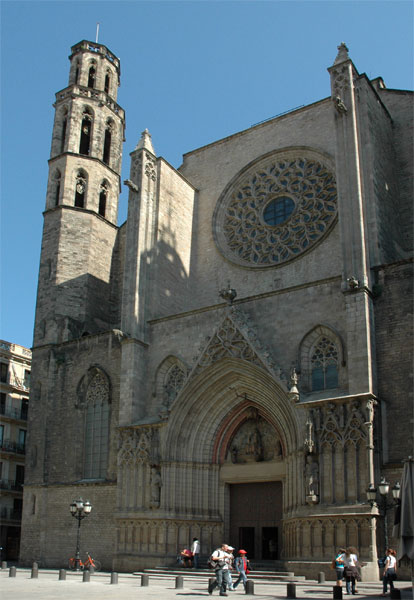
Igreja de Santa Maria do Mar

A Igreja de Santa Maria do Mar (em catalão e castelhano: Santa María del Mar) é um templo gótico de Barcelona, Espanha, situada no bairro da Ribera, junto à praça de Fossar de les Moreres. É uma das principais igrejas góticas da Catalunha.
Nesta igreja encontra-se a lápide sepulcral de Pedro de Coimbra, Condestável de Portugal e rei de Aragão por um breve período, entre 1463 e 1466

## História
A primeira pedra da igreja foi lançada a 25 de maio de 1329 sobre as fundações de igrejas anteriores pelo rei Afonso IV de Aragão, o Benigno. Tal fato é atestado por uma placa comemorativa localizada numa das fachadas do edifício. Os primeiros mestres da obra foram Berenguer de Montagut (o desenhador principal do edifício) e Ramón Despuig. As paredes, fachada e capelas estavam terminadas por volta de 1350, e as abóbadas do interior foram terminadas em 1383, o que permitiu a dedicação definitiva do templo a 15 de agosto de 1384.
Na construção da igreja foram muito ativos os burgueses, guildas e trabalhadores do bairro da Ribera, que contribuíram com financiamento e também com trabalho gratuito. Assim, a imponente igreja testemunha o florescimento da zona da Ribera ao longo dos séculos XIII e XIV.
Ao longo dos séculos a igreja foi decorada com muitos altares que terminaram destruídos num incêndio em 1939.

## Arquitetura
Arquitetonicamente, Santa Maria do Mar é uma igreja de três naves de altura quase igual (as laterais são apenas um pouco mais baixas que a central) e sem transepto, unificando o espaço numa igreja-salão típica do gótico catalão. As abóbadas são sustentadas por esbeltas colunas octogonais. Um deambulatório ocupa o lado oeste da igreja.